# Altea (Motorradhersteller)
Altea war eine kurzzeitig von 1939 bis 1941 produzierte italienische Motorradmarke. Gründer war der deutschstämmige Ingenieur Alberico Seiling (Albert Seiling), der zuvor Motocicli Alberico Seiling (MAS) gegründet hatte und nach dem Verkauf von MAS 1938 „Moto Seiling“ aufbaute. Bald wurde die Firma in „Moto Altea“ umbenannt. Die produzierten Motorräder hatten einen 198‑cm³-OHV-Motor. Bisher ist nur ein erhaltenes Modell bekannt.

## Technik
Die Altea hat einen Viertaktmotor mit im Zylinderkopf hängenden Ventilen (OHV-Ventilsteuerung), 196–198 cm³ Hubraum, Druckschmierung mit Zahnradpumpe, Bosch-Magnetzündung, Dell’Orto-Vergaser sowie ein Burman-OJ-Getriebe mit Velox-Fußschaltung; ursprünglich hatte die Maschine jedoch einen Handschalthebel am Tank. Eine Besonderheit ist die Cantilever-Hinterrad-Schwinge mit zentralem Federbein. Der Rahmen besteht aus einem kaltgezogenen Stahlrohr. Die Maschine erreichte maximal 75 km/h.

## Technische Daten
| Merkmal                 | Wert                                         |
| ----------------------- | -------------------------------------------- |
| Baujahr                 | 1939–1941                                    |
| Motor                   | Einzylinder‑Viertakt‑OHV, stehender Zylinder |
| Hubraum                 | ca. 198 cm³                                  |
| Bohrung × Hub           | 62 × 65 mm                                   |
| Vergaser                | Dell’Orto                                    |
| Zündung                 | Bosch Hochspannungsmagnetzünder              |
| Getriebe                | 3‑Gang Burman OJ                             |
| Primär-/Sekundärantrieb | Kette, primär im Aluminium-Gehäuse           |
| Rahmen                  | Stahlrohr                                    |
| Federung vorn           | Trapezgabel                                  |
| Federung hinten         | Cantilever‑Schwinge mit Zentralfeder         |
| Bremse vorn             | Trommel, Handbetätigung                      |
| Bremse hinten           | Trommel, Fußhebel                            |
| Reifen                  | 19 × 3,0″ Michelin                           |
| Höchstgeschwindigkeit   | ca. 75 km/h                                  |
| Tankvolumen             | ca. 9 l                                      |

## Modelle
- Cantilever-Modell –  (3.800 Lire).
- Starrrahmen-Modell – (3.400 Lire).